# Rosa mexicano
El rosa o rosado mexicano  es un color rojo púrpura vivo y saturado. Se le ha comparado con el color de las brácteas de la planta trepadora ornamental llamada buganvilia (Bougainvillea sp.), y su referencia originaria son las coloraciones magentosas utilizadas en vestimentas y otros objetos de la cultura tradicional mexicana. El manual de identidad visual de la marca país de México lo identifica con el color magenta puro de cuatricromía (M=100; véase CMYK), una muestra del cual se da en el recuadro de la derecha, arriba.
El color rosa mexicano está comprendido en el acervo iconolingüístico de la cultura mexicana actual, aunque el Diccionario de la lengua española no lo registra. En México se le considera un elemento de la identidad nacional y un símbolo del carisma mexicano.

## Historia

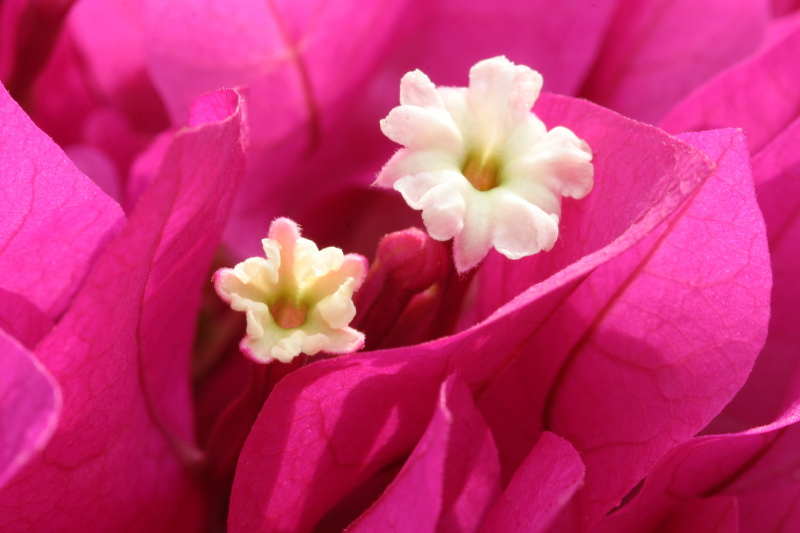
Brácteas y flores de Bougainvillea sp.

El rosa mexicano comenzó a ser conocido como tal gracias al periodista, pintor, historietista y diseñador de modas Ramón Valdiosera. A mediados de la década de 1940, Valdiosera realizó un largo viaje de investigación por México donde tomó contacto con diferentes etnias y coleccionó trajes y vestidos característicos de las diferentes regiones. Interesado en adaptar la indumentaria tradicional mexicana a la moda contemporánea, a su regreso a la Ciudad de México montó un taller de costura y allí se dedicó a adaptar los tejidos, colores y estilos tradicionales a las formas sofisticadas de la moda de aquel entonces.
Por aquellos años, las actividades culturales de México estaban pasando por un momento de debate en torno a la identidad nacional. Entre 1940 y 1949, Valdiosera, junto con los prestigiosos modistas Armando Valdés Peza y Henri de Châtillon, solía ser el centro de prolongadas discusiones en diferentes medios periodísticos, en las que se analizaba la posibilidad de la creación de una moda netamente mexicana. Valdez Peza y Châtillon hacían comparaciones con otros países y negaban la posibilidad, pero Valdiosera se expresaba a favor:

Yo creo que los señores, por pensar uno en Francia y el otro en Grecia, desconocen el país. Ignoran los materiales autóctonos, los tejidos de hilo fino, de seda, los finos deshilados y los bellos bordados, y sobre todo el acervo de nuestras culturas pasadas en su tipo y personalidad.

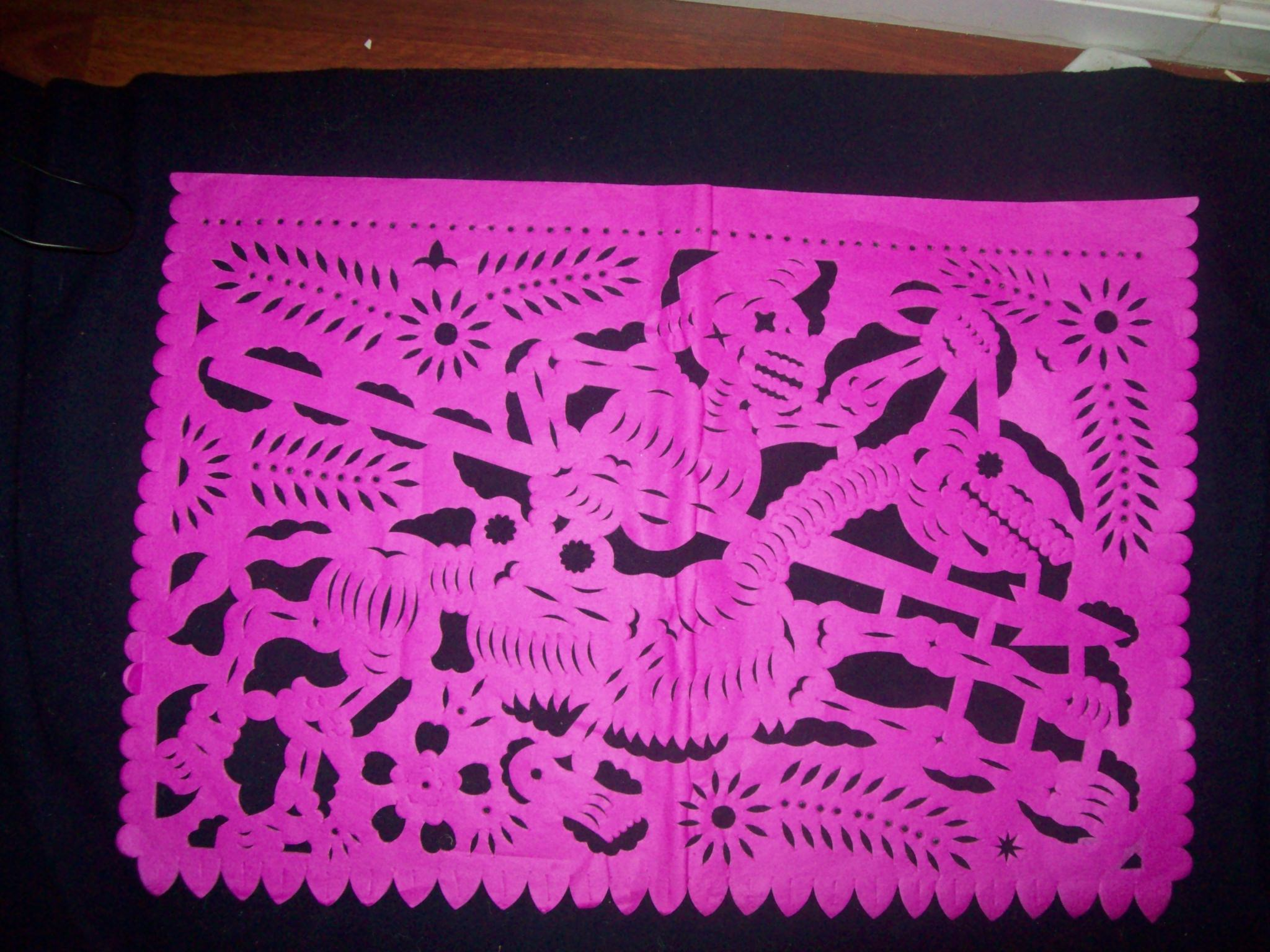
Figura troquelada del Día de los Muertos, al estilo de José Guadalupe Posada, en un color magenta brillante que entra en la definición popular de rosa mexicano.

En 1946, durante los preparativos para la presentación de un desfile de modas en Cuernavaca, Valdiosera se encontró con el candidato a presidente Miguel Alemán, a quien le mostró sus creaciones y le expuso su idea de gestar y promocionar una moda mexicana. Por entonces, Alemán estaba interesado en promover en el exterior la imagen de un México moderno y pujante, que atrajese las inversiones extranjeras. Así fue que durante la presidencia de Alemán, Valdiosera pudo viajar por el mundo promocionando el país a través de sus colecciones.
En 1949, Valdiosera presentó en el hotel Waldorf-Astoria de Nueva York una colección de moda en la que utilizó predominantemente el color bugambilia, tras lo cual fue interrogado por la prensa internacional sobre el origen de aquel color. Valdiosera respondió que ese color era característico y ubicuo en la cultura mexicana, ya que se encontraba en juguetes artesanales, trajes tradicionales de distintas etnias, dulces, viviendas... Ante esto, un periodista razonó que se trataba entonces de un Mexican pink, un rosa mexicano, nombre que desde entonces quedó asociado al color.
A modo de aproximación al aspecto del rosa mexicano de Valdiosera, bajo estas líneas se proporciona una muestra del color buganvilla del catálogo Plochère de colores para decoración de interiores (1948).

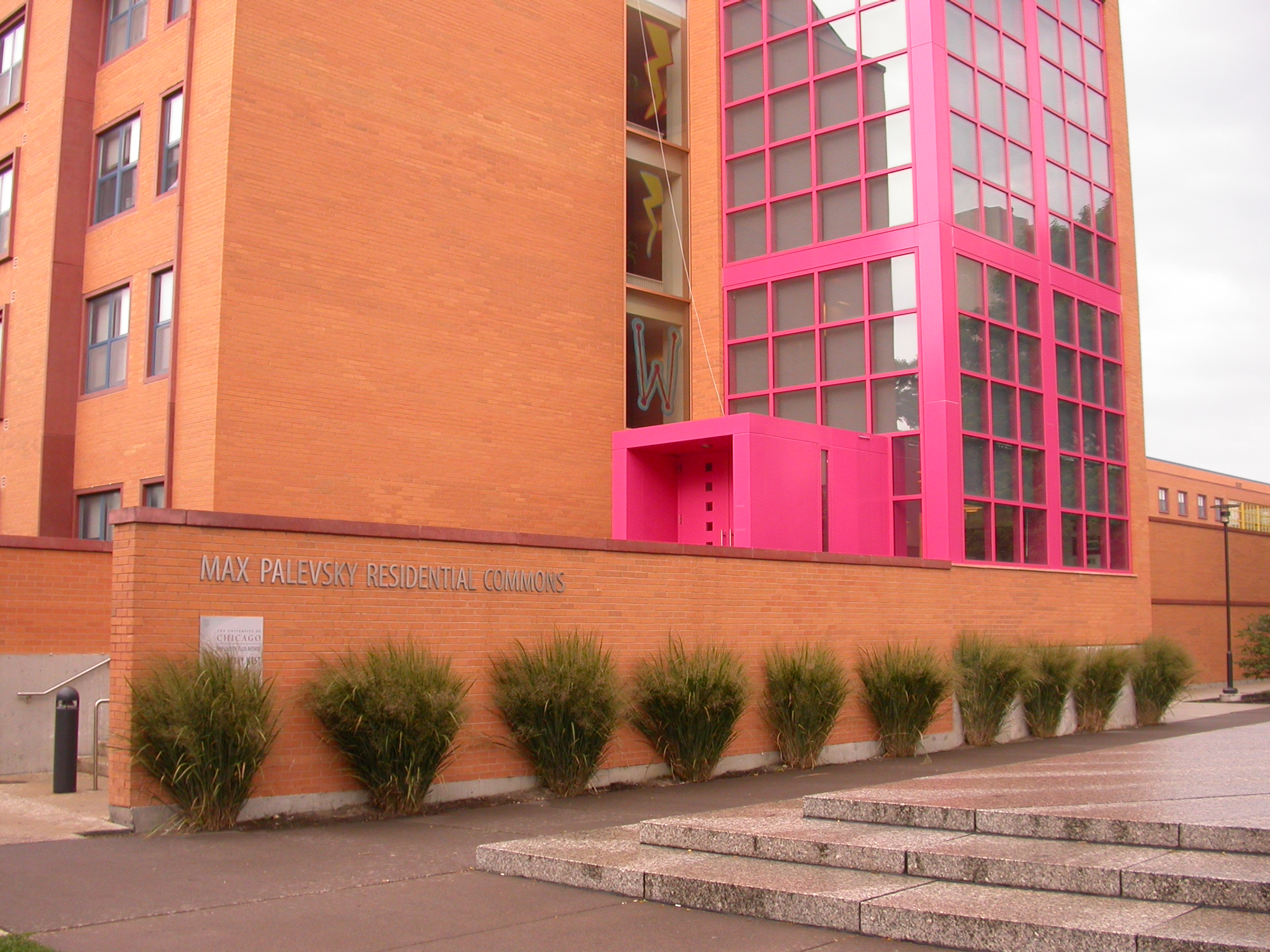
El edificio «Max Palevsky Residential Commons», en el campus de la Universidad de Chicago, proyectado por Ricardo Legorreta

|            | Buganvilla                  |
| HTML       | #CE4676                     |
| RGB        | (206, 70, 118)              |
| HSV        | (339°, 66 %, 81 %)          |
| Referencia | Plochère Color System, 1948 |

### En arquitectura contemporánea
El rosa mexicano fue utilizado también por el arquitecto Luis Barragán, cuya obra se considera representativa de la arquitectura contemporánea mexicana.
Otro arquitecto mexicano que se caracterizó por utilizar este color en sus proyectos fue Ricardo Legorreta.

## Usos
Actualmente, la designación popular de color rosa mexicano abarca las coloraciones fucsia, magenta y similares, incluyendo al color rosa intenso utilizado en las vestimentas y otros textiles tradicionales de México. El rosa mexicano también aparece en la marca país de México, es decir, en el logotipo que se utiliza para promoción del país en el exterior.